# 尾點鱨
尾點鱨，為輻鰭魚綱鯰形目鱨科鱨屬的其中一種，為熱帶淡水魚類，分布於非洲索馬利亞Guiba河流域，體長可達72公分，棲息在底層水域，生活習性不明。